# Apteropeoedes elegans
Apteropeoedes elegans är en insektsart som först beskrevs av Marius Descamps 1964.  Apteropeoedes elegans ingår i släktet Apteropeoedes och familjen Euschmidtiidae. Inga underarter finns listade i Catalogue of Life.